# براد وليامز
براد وليامز (20 نوفمبر 1974 في أستراليا - ) (بالإنجليزية: Brad Williams)‏ هو لاعب كريكت أسترالي. شارك مع منتخب أستراليا الوطني للكريكت. أما مع فريق رياضي، فقد لعب مع فريق فكتوريا للكريكت ونادي مقاطعة دورهام للكريكت ‏ وفريق غرب أستراليا للكريكت ‏.

## وصلات خارجية
- براد وليامز على موقع إي آس بي آن كريك إنفو (الإنجليزية)